# Claude Constantino
Claude Constantino (Dakar, 13 dicembre 1938 – Parigi, 29 ottobre 2019) è stato un cestista e allenatore di pallacanestro senegalese.

## Carriera
Con il Senegal ha disputato i Giochi olimpici di Città del Messico 1968.